# Biharoniscus gericeus
Biharoniscus gericeus är en kräftdjursart som beskrevs av Ionel Grigore Tabacaru 1973. Biharoniscus gericeus ingår i släktet Biharoniscus och familjen Trichoniscidae. Inga underarter finns listade i Catalogue of Life.